# Escala Educacional
Escala Educacional é uma editora do Grupo Escala de Publicações fundada em 2004 por Hercílio de Lourenzi (cofundador da Editora Escala) e a dupla Luis Salum e Vicente Paz (respectivamente, ex-diretor comercial e ex-diretor-geral da Editora Ática-Scipione que havia sido comprada pelo Grupo Abril), como próprio nome diz, atua no mercado de publicações educacionais. Em 2007, chegou a ter 51% de suas ações controladas pelo grupo franco-hispânico Anaya/Hachette, além de representar a filial brasileira da editora Larousse.